# Oceanologie
Oceanologia este o disciplină științifică interdisciplinară care se ocupă cu studiul oceanelor și mărilor, inclusiv aspectele lor fizice, chimice, biologice și geologice. Această știință are drept obiectiv înțelegerea dinamicii ecosistemelor marine și impactul activităților umane asupra acestora.
Unul dintre pionierii oceanologiei moderne este oceanograful francez Jacques-Yves Cousteau, care, în anii 1940, a adus contribuții esențiale la explorarea și conservarea mediului marin. Prin utilizarea submersibilului Calypso și a echipamentului de scufundare, Cousteau a realizat ample cercetări privind biodiversitatea și comportamentele organismelor marine.
Oceanologia studiază nu doar habitatele marine, ci și interacțiunile dintre aceste ecosisteme și atmosferă, mediul terestru și climă. Subdomenii precum biologia oceanică analizează organismele care trăiesc în apă sărată, inclusiv peștii, mamiferele marine, plantele și microorganismele. De asemenea, oceanografia fizică se axează pe studiul curenților oceanici, valurilor și fenomenelor precum „El Niño”, care afectează clima globală.